# The Big Bang!
The Big Bang! est un pay-per-view de catch produit par la Ring of Honor (ROH), qui était disponible uniquement en ligne. Le show se déroula le 3 avril 2010 au Grady Cole Center à Charlotte, en Caroline du Nord. C'est le 2d pay-per-view de l'histoire de la Ring of Honor, après Final Battle 2009.

## Contexte
Les spectacles de la Ring of Honor en paiement à la séance sont constitués de matchs aux résultats prédéterminés par les scénaristes de la ROH. Ces rencontres sont justifiées par des storylines - une rivalité avec un catcheur, la plupart du temps - ou par des qualifications survenues au cours de shows précédant l'évènement. Tous les catcheurs possèdent un gimmick, c'est-à-dire qu'ils incarnent un personnage face (gentil) ou heel (méchant), qui évolue au fil des rencontres. Un pay-per-view comme The Big Bang! est donc un événement tournant pour les différentes storylines en cours.

## Résultats
| #                                                                | Matchs, | Stipulation                                                | Durée |
| ---------------------------------------------------------------- | --- | ---------------------------------------------------------- | ----- |
| Dark                                                             | Grizzly Redwood & Bravado Brothers (Harlem Bravado & Lance Bravado) battent Mr. Ernesto Osiris, Zack Sabre, Jr., & KC McKnight       | Six-man Tag Team match                                     |       |
| 1                                                                | Phill Shatter bat Zack Salvation | Match simple                                               | 07:25 |
| 2                                                                | Davey Richards bat Kenny King (avec Rhett Titus) (5)                                                                                 | Match simple pour le Pick 6 Series                         | 16:56 |
| 3                                                                | Necro Butcher bat Erick Stevens (avec Prince Nana et Mr. Ernesto Osiris)                                                             | Butcher's Rules match                                      | 08:41 |
| 4                                                                | Cassandro el Exotico bat Rhett Titus                                                                                                 | Match simple                                               | 09:03 |
| 5                                                                | Colt Cabana & El Generico battent Kevin Steen & Steve Corino par DQ                                                                  | Tag team match                                             | 09:57 |
| 6                                                                | Kings of Wrestling (Chris Hero & Claudio Castagnoli) (avec Shane Hagadorn) battent Briscoe Brothers (Jay Briscoe & Mark Briscoe) (c) | Tag team match pour les ROH World Tag Team Championship    | 30:19 |
| 7                                                                | Tyler Black (c) bat Roderick Strong et Austin Aries - Aries élimine Strong (26:42). - Black élimine Aries (31:37).                   | Three-way elimination match pour le ROH World Championship | 31:37 |
| 8                                                                | Blue Demon Jr. & Magno battent Super Parka & Misterioso                                                                              | Tag team match                                             | 15:36 |
| (c) désigne le(s) champion(s) défendant son titre dans le match. | |                                                            |       |

- Durant son match face à Rhett Titus, Cassandro el Exotico s'est fracturé la jambe. Il a néanmoins réussit à terminer et remporter son match[4].
- Ce show a également été marqué par le retour de Christopher Daniels à la ROH.